# Museo de Sitio Julio C. Tello
El Museo de Sitio Julio C. Tello de Paracas es un museo que está situado en el departamento de Ica.

Está ubicado en la Reserva Nacional de Paracas, Ica, a 22 kilómetros al sur de la ciudad de Pisco.
El museo alberga 121 piezas entre cerámicas, tejidos y utensilios de la cultura paracas que abarca desde los períodos iniciales hasta el año 200 d. C..
Cuenta con una sala con proyección de material audiovisual y una Sala de Exposición Temporal.

## Historia
Las piezas del museo fueron recuperadas por Frederic Engel en la década de 1950. El museo fue fundado en 1964. Debido al terremoto ocurrido en el 2007 las piezas de la colección del museo fueron custodiadas por el Museo Regional de Ica Adolfo Bermúdez Jenkins.
Por los severos daños que sufrió estructuralmente el museo este fue demolido, y luego reconstruido a partir del 2012.
El nuevo museo fue diseñado por los arquitectos Sandra Barclay y Jean Pierre Crousse. El 18 de julio de 2016 fue reinaugurado.